# The Devil's Tomb
Pour plus de détails, voir Fiche technique et Distribution.
The Devil's Tomb est un thriller américain réalisé par Jason Connery, sorti directement en vidéo en 2009.
Écrit par Keith Kjornes, et produit par Steve B. Harris, Bill Sheinberg, Jonathan Sheinberg et Sid Sheinberg, le film met en vedette Cuba Gooding Jr., Ray Winstone et Ron Perlman.
Il est sorti en direct-to-video le 26 mai 2009,. Le film a été tourné en langue anglaise.

## Synopsis
En Irak, le capitaine Mack commande un groupe de six vétérans américains qui recherchaient des armes de destruction massive qui n’ont jamais existé.
Mack porte un lourd fardeau, l’assassinat de Blakeley son meilleur ami, commandité par sa hiérarchie.
En plein désert irakien, dans la station de recherche archéologique « Chabaka », lieu d’un tombeau millénaire de Nephilims relié à un réseau de tunnels formant un labyrinthe, une équipe de chercheurs ne donne plus signe de vie : vingt scientifiques et ecclésiastiques et quelques agents de sécurité.
Les Nephilims sont des anges bannis du ciel en guerre avec Dieu qui les a chassés sous terre dans une tombe de glace. Les chercheurs ont trouvé la tombe des Nephilims. Les Némésis sont chargés de lutter contre les Nephilims. Les adjuristes sont venus se sacrifier pour absorber l'esprit des Nephilims, afin de les empêcher de s’échapper, mais ils sont arrivés trop tard et les scientifiques ont été possédés par les Nephilims qui prennent une forme humaine et contaminent les chercheurs d'une sorte de virus par des vomissures liquides sur le visage des humains qui se transforment en zombies avec des postules.
La CIA doit activer le projet Géhenna, un dispositif d'auto-destruction du site de fouilles par des explosifs, mais le responsable des chercheurs, Wesley a changé le code. Parmi l’équipe de recherche se trouve le père Jacoby, le père Fulton, le professeur Duncan ainsi que Wesley, le père de la doctoresse Elissa Cardell, une agent de la CIA. Elle veut libérer l’âme de son père de la possession des Nephilims.
Sans nouvelles d’eux, Cardell envoie sur place Mack, ses six soldats et le sergent Doc Sarah Haringtone, une médecin, pour retrouver Wesley, le ramener et faire exploser la tombe de glace.
Les soldats et Cardell pénètrent dans le complexe souterrain et rencontrent le père Jacoby qui est blessé. Le Doc endort le prêtre. Click utilise le terminal et active l'ascenseur. Nickels reste pour le surveiller, tandis que le reste de l'équipe prend l'ascenseur pour descendre plus profondément dans le site de fouilles.
Quand ils sortent de l'ascenseur, ils rencontrent le professeur Duncan qui est devenu un zombie possédé, enragé, agressif et pustuleux. Duncan attaque Hammer. Le capitaine Mack lui tire une balle dans la poitrine mais le zombie est invulnérable aux balles.
Le sergent Doc Sarah Haringtone surveille Duncan qui se transforme en la sœur de Doc et lui exprime sa colère contre elle de l’avoir laissé mourir. Duncan et Doc disparaissent.
L'équipe utilise l'appareil de suivi pour suivre Doc.
Yoshi frustrée par son avortement mal vécu, a une hallucination : elle voit la fille dont elle a avorté. C’était la fille qu’elle avait eue avec Marcus (Hicks). Yoshi suit la fille et se retrouve isolée du reste du groupe.
Duncan essaie d'ouvrir la porte de la salle de sécurité. Duncan hurle à l'équipe leur ignorance au salut et Mack lui tire dans la tête qui étrangement ne meurt pas. Finalement il meurt quand toute l'équipe lui tire dessus.
La porte de la salle de sécurité est ouverte de l'intérieur. Le père Fulton apparaît et donne la direction du lieu ou se trouve Yoshi, qui est retrouvé au temple.
Fulton leur apprend que la force du mal ancestral a été libérée : les Nephilims utilisent des visions fantasmagoriques pour tromper puis tuer les humains. Mack scotche la bouche de Fulton.
Le soldat Nickels, obsédé sexuel, regarde les photos d’une playmate dans un magazine érotique ; la bimbo sort du magazine en apparaissant comme par enchantement dans la pièce verrouillée. Nickels se laisse séduire et embrasse la femme nue avant d'être attaquée par le prêtre, qui lui crache un sombre dans sa bouche.
Click est séparé de l'équipe et rencontre Doc enfermé dans une prison. Quand il essaie de l'aider, il est attaqué par un scientifique possédé. Hammer arrive et le sauve.
Yoshi revoit sa fille dont elle a avorté et se retrouve encore une fois isolée du reste du groupe. Doc, arrive et séduit Yoshi. Doc lui lèche l’épaule et l’infecte par ses furoncles.
Le Doc lui ouvre la colonne vertébrale et la tue.
Doc attaque Hammer qui pointe son arme sur elle.
Marcus (Hicks) arrive et Doc fait croire que Hammer est possédé.
Marcus (Hicks) pointe son arme sur Hammer qui tente de dire à Marcus (Hicks) que Doc est possédé,
mais Marcus (Hicks) ne le croit pas et tire sur Hammer qui parvient à s'enfuir.
Fulton se rend compte que Cardell a activé le projet Géhenna avec l'aide involontaire de Click. Fulton s’enfuit.
Marcus (Hicks) trouve Yoshi, dont la colonne vertébrale est explosée.
Marcus (Hicks) essaie d’aider Yoshi mais elle l'attaque, puis Doc lui tranche la gorge.
Les soldats n’ont que quinze minutes pour se rendre à l'ascenseur avant l'explosion. La porte du tombeau commence lentement à se fermer. Mack, Cardell, et Click sortent hors du tombeau de glace, mais Hammer est enfermé dans le tombeau et entouré par des scientifiques possédés qui le tuent.
Doc emprisonne Fulton dans un filet et lui tranche la gorge.
Mack, Click et Cardell rencontrent Wesley qui est possédé par un Nephilim, mais Wesley n'a pas les furoncles. Doc et Nickels, qui est maintenant possédé, arrivent. Mack et Click tire sur Nickels. D’autres possédés arrivent ainsi que le prêtre possédé qui attrape Click, le traîne et le tue.
Wesley se transforme en pleins de personnages. Mack a une hallucination de son ancien meilleur ami Blakeley que Mack avait tué sur ordre.
Mack tire sur Wesley et le tue. Mais Wesley prend possession du corps de Cardell.
Mack lui dit qu'ils doivent quitter la tombe mais elle refuse. Mack se rend à l'ascenseur et s’échappe tout seul du site de fouilles quelques secondes avant l'explosion.
Mack est hélitreuillé dans un hélicoptère et se rend compte qu'il a un nouveau but dans le monde, être un nouveau soldat un Némésis aux facultés expiatoires, dans une guerre ancestrale.

## Fiche technique
- Cinématographie : Thomas L. Callaway
- Scénario : Keith Kjornes
- Musique : Bill Brown
- Pays de production :  États-Unis
- Durée : 90 minutes
- Dates de sortie :
  - États-Unis : 26 mai 2009

## Distribution
- Cuba Gooding Jr. (VF : Gilles Morvan ; VQ : Pierre Auger) : Mack
- Ray Winstone (VF : ? ; VQ : Manuel Tadros) : Blakeley
- Taryn Manning (VF : Dolly Vanden ; VQ : Éveline Gélinas) : sergent Sarah Haringtone, la médecin (Doc)
- Ron Perlman (VF : Marc Alfos ; VQ : Yves Corbeil) : Wesley, le père de Elissa
- Valerie Cruz (VF : Armelle Gallaud ; VQ : Camille Cyr-Desmarais) : docteur Elissa Cardell, agent de la CIA
- Henry Rollins (VF : ? ; VQ : Jean-François Beaupré) : Père Fulton
- Weston Blakesley : Père Jacoby
- Bill Moseley (VF : ? ; VQ : Yves Soutière) : Professeur Duncan
- Zack Ward (VF : ? ; VQ : Éric Bruneau) : Nickels
- Dania Ramirez : Shanae
- Franky G. (VF : ? ; VQ : François Trudel) : Hammer
- Stephanie Jacobsen (VF : ? ; VQ : Annie Girard) : Yoshi
- Brandon Fobbs (en) : Click
- Jason London (VF : ? ; VQ : Alexis Lefebvre) : Marcus (Hicks)
- Sarah Ann Morris : Sharon

## Production
Le film a été tourné en Californie de novembre 2007 à janvier 2008, sur un budget de dix millions de dollars. Pour une forte violence gore, la grossièreté et la nudité brève, la Motion Picture Association of America a classifié le film « R » (Restriction - Interdiction aux moins de 17 ans).